# Батюшково (посёлок, Гагаринский район)
Батюшково — посёлок в Гагаринском районе Смоленской области России. Входит в состав Мальцевского сельского поселения. Население — 28 жителей (2007 год). 
Расположена в северо-восточной части области в 17 км к юго-востоку от Гагарина, в 4 км севернее автодороги М1 «Беларусь». В посёлке расположена железнодорожная платформа Батюшково на линии Москва — Минск. Недалеко от посёлка находится одноимённая деревня.

## История
В годы Великой Отечественной войны посёлок был оккупирован гитлеровскими войсками в октябре 1941 года, освобождена в феврале 1942 года.